# Tillandsia magnusiana
Tillandsia magnusiana es una especie de planta epífita dentro del género  Tillandsia, perteneciente a la  familia de las bromeliáceas.  

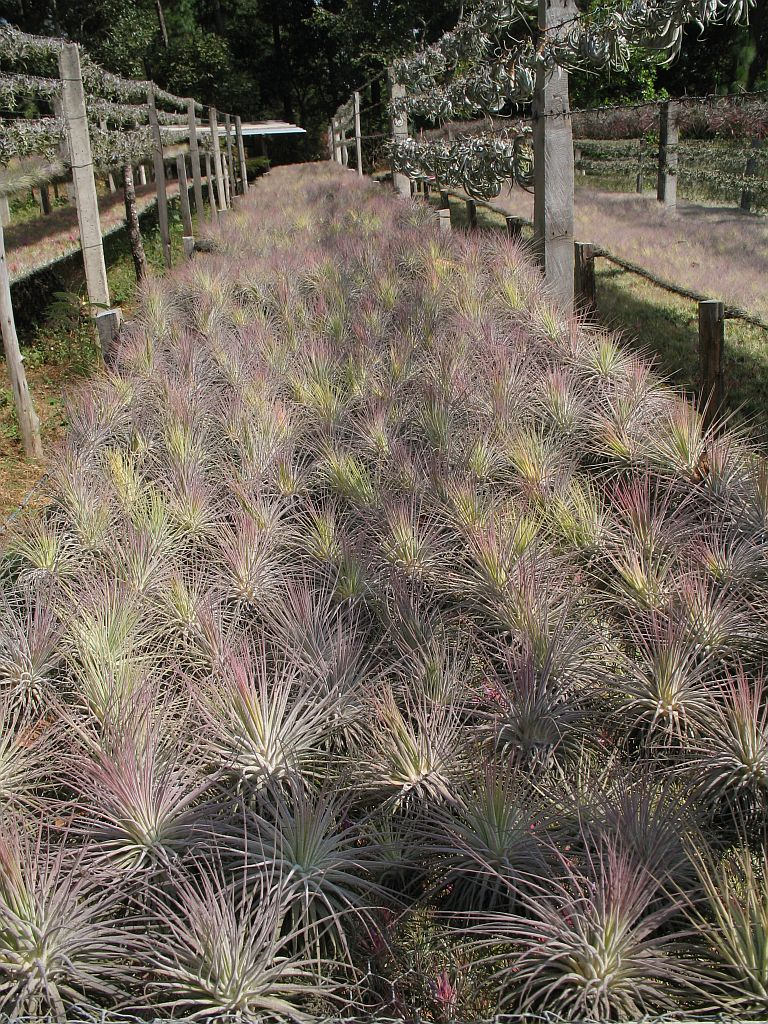
Vista de la planta

## Descripción
Son plantas acaulescentes, que alcanza un tamaño de hasta 15 cm de alto. Hojas de 8–15 cm de largo; vainas 0.4–0.6 cm de ancho, pajizas, glabras proximalmente, densamente lepidotas distalmente; láminas angostamente triangulares, de 0.15–0.3 cm de ancho, pubescencia cinéreo-patente densa. Escapo de hasta 1.5 cm de largo, cubierto por las hojas, con brácteas foliáceas; inflorescencia simple, erecta a recurvada, 1–2 cm de largo, con (1) 2 o 3 flores, brácteas florales (2.5–) 3.5–4.8 cm de largo, mucho más largas que los sépalos, erectas, ecarinadas, lisas a finamente nervadas, esparcidas a subdensamente cinéreo-pubescentes, cartáceas a subcoriáceas, flores sésiles o con pedicelos hasta 2 mm de largo; sépalos 1.5–2.4 cm de largo, libres, los 2 posteriores carinados; pétalos púrpuras. Cápsulas tan largas como las brácteas florales o más cortas.

## Distribución y hábitat
Se encuentra en los bosques de pinos, a una altitud de 1200–1250 metros; fl may; desde  México (Jalisco, Veracruz, Guerrero, Oaxaca, Chiapas), El Salvador, Nicaragua y Honduras.

## Cultivar
- Tillandsia 'Magic Blush'[7]

## Taxonomía
Tillandsia magnusiana fue descrita por Ludwig Wittmack y publicado en Botanische Jahrbücher für Systematik, Pflanzengeschichte und Pflanzengeographie 11: 66. 1889.
Etimología
Tillandsia: nombre genérico que fue nombrado por Carlos Linneo en 1738 en honor al médico y botánico finlandés Dr. Elias Tillandz (originalmente Tillander) (1640-1693).
magnusiana: epíteto latíno que significa "grande"
Sinonimia
- Tillandsia plumosa var. magnusiana (Wittm.) Rohweder	[9][10]